# El náufrago y el mar

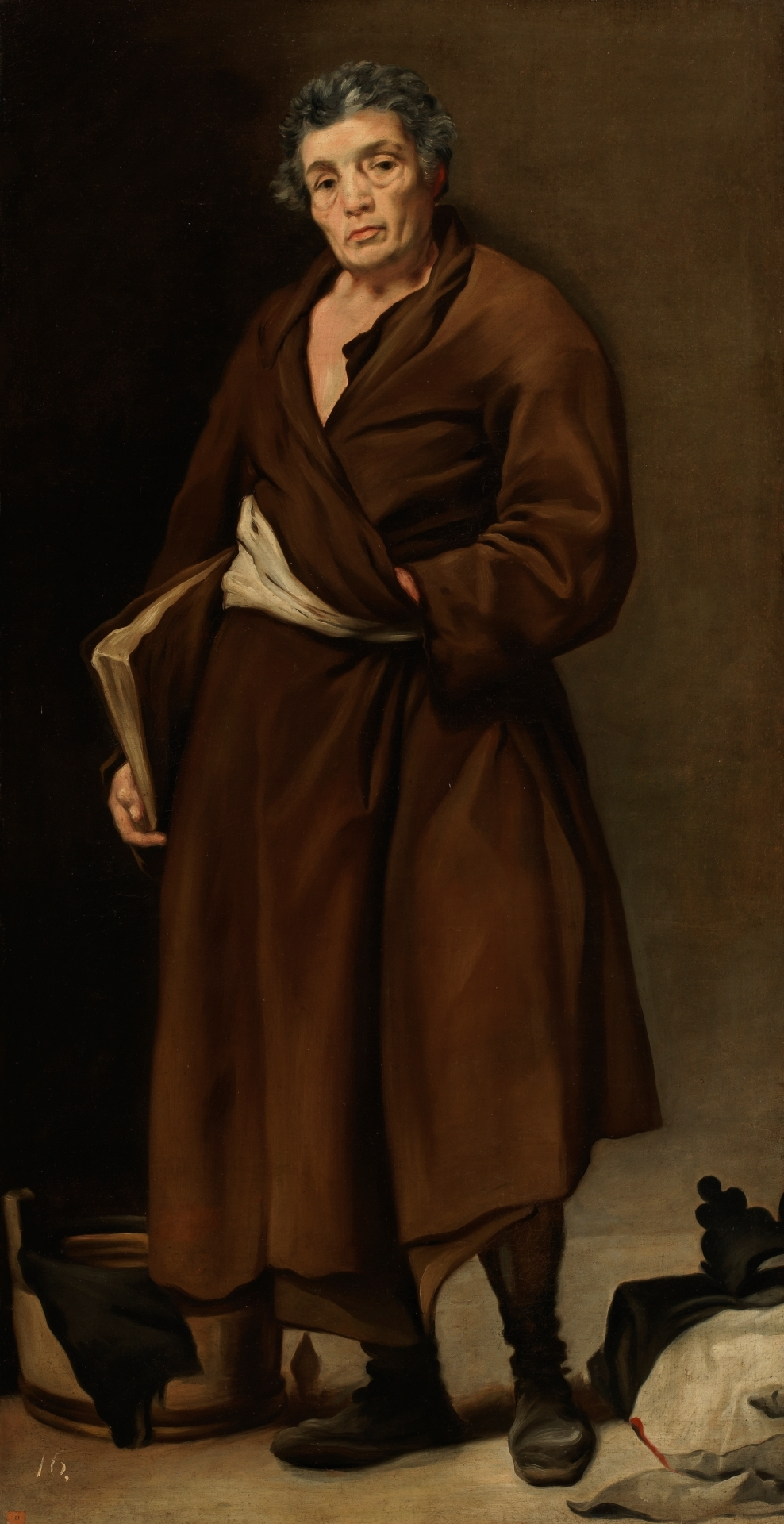
Retrato de Esopo, autor de "El náufrago y el mar", según el pintor Diego Velázquez,

El náufrago y el mar es una fábula de origen desconocido, aunque se atribuye al fabulista griego Esopo.
La fábula cuenta cómo, una cierta tarde, un hombre cae al mar y llega a una playa. Después de horas, reacciona, se levanta y se pone de pie. Observa al mar y le recrimina: «¡Por tu culpa llegué a esta circunstancia y por ti me encuentro solo y sin saber qué hacer!» A lo que el mar se levanta en forma de mujer y le dice: «No es por mi culpa; es culpa del viento, que me enfurece y me quita la serenidad».
La moraleja es: nunca culpemos a nadie por nuestras injusticias si estos se ven obligados por órdenes de otros.